# Jethro Tull (agronome)
Pour les articles homonymes, voir Jethro Tull et Tull.
 (avril 2020).
Si vous disposez d'ouvrages ou d'articles de référence ou si vous connaissez des sites web de qualité traitant du thème abordé ici, merci de compléter l'article en donnant les références utiles à sa vérifiabilité et en les liant à la section « Notes et références ».
Jethro Tull, né le 30 mars 1674 à Basildon (Berkshire), et mort le 21 février 1741 à Shalbourne, est un savant britannique connu pour le nouveau système de culture qu'il propose, en s'inspirant des techniques du maraîchage, et que fera connaître Duhamel du Monceau.

## Biographie
Influencé par les débuts du Siècle des Lumières, Tull est considéré comme l'un des premiers à aborder l'agriculture de manière scientifique et empirique. Il a transformé les pratiques agricoles en inventant et en améliorant plusieurs concepts, le fait le plus notoire étant son invention en 1701 du semoir alors qu'il vivait à Crowmarsh Gifford. Avant ce système mécanique, les graines étaient répandues sur le sol à la main et germaient à sa surface. La machine de Tull améliorait considérablement ce principe en creusant un trou à une profondeur spécifique, en y déposant une graine et en recouvrant le tout à la fin de l'opération. Le semoir pouvait traiter trois rangées à la fois. Le résultat immédiat fut une augmentation du taux de germination, et une récolte accrue (d'un facteur pouvant aller jusqu'à 800%).
Tull était partisan de l'utilisation des chevaux en lieu et place des bœufs, et inventa une machine tractée par un cheval pour nettoyer la terre et retirer les mauvaises herbes. Ce travail fut le sujet de son livre New Horse Hoeing Husbandry en 1731, un ouvrage qui lança une controverse. Il apporta également des modifications à la charrue. Il s'intéressait à cette dernière car elle faisait partie de la gestion des mauvaises herbes. Tull pensait que l'utilisation d'engrais n'était pas nécessaire et que les plantes trouvaient suffisamment de nutriments dans le sol, si celui-ci était correctement utilisé. Il prônait la pulvérisation et la dispersion de la terre au lieu d'un enrichissement avec du fumier qui apportait des mauvaises herbes. Une fois dispersée en une fine couche, la terre devait théoriquement libérer ses nutriments.
Si Tull s'est trompé sur l'importance des engrais en agriculture et certaines de ses inventions furent controversées et restèrent peu utilisées à son époque, il reste pour beaucoup l'un des pionniers les plus significatifs de l'agriculture moderne et rationnelle.
Le Maréchal de Noailles eut l’idée de faire traduire l’ouvrage de Jethro Tull par le linguiste Otter et Buffon fut choisi pour corriger la traduction. Ce dernier abandonna et remit ses  notes à Duhamel du Monceau qui avait  parallèlement été chargé de traduire l'ouvrage en 1748. Comme il est d’usage à l’époque, la traduction est libre, l'auteur enlevant tel développement perçu comme superflu, remplaçant la description d’une machine par une autre jugée plus performante… C’est ainsi que naquit de 1752 à 1758 le Traité de la culture des terres dont seuls les deux premiers volumes portent la mention « Suivant les principes de M.Tull, Anglois »